# 인터넷주소분쟁조정위원회
인터넷주소분쟁조정위원회는 인터넷주소자원에 관한 법률(2004.1.29.제정) 제16조에 의해 설립되었으며, 중립적이고 전문적이고 신속한 분쟁해결 서비스를 제공하고자 인터넷주소 및 상표권에 관한 법률적 학식과 경험이 풍부하고 덕망을 갖춘 대학교수, 변호사, 변리사, 관련 연구자 등으로 구성되어 있다.
인터넷주소분쟁조정위원회사무국은 현재 한국인터넷진흥원에 설치되어 있다.

## 설립목적
오늘날 인터넷주소는 전자상거래에 있어 단순한 주소차원을 넘어서 상표, 서비스표나 상호와 유사한 영업표지로서 기능을 수행하게 됨으로써 잦은 분쟁을 야기하고 있다. 인터넷주소분쟁조정위원회는 인터넷주소가 투기의 대상이나 또는 사회적 갈등의 요인이 되는 것을 방지하고, 인터넷주소를 보다 효율적이고 유용하게 사용하는데 이바지하는데 목적이 있으며, 공정하고 합리적인 인터넷주소의 사용 질서를 정착시키고, 나아가 인터넷주소의 정당한 사용 권리를 보장함은 물론 기존의 상호 및 상표권자들의 권리를 보호하는 등 공정한 조정기관으로서의 역할을 하고 있다.

## 특징
- 한국의 ".KR, .한국" 도메인이름에 대한 국내 유일의 분쟁조정기구
- 공정한 조정절차의 진행 및 독립적인 조정부구성
- 인터넷주소 및 분쟁조정 관련 전문가로 조정위원 위촉
- 정보통신기술 이용에 의한 신속하고 간편한 절차의 진행

## 조직

### 위원회
- 인터넷주소자원에 관한 법률 제16조 제2항에 의거 위원장 1인을 포함한 30인 이내의 위원으로 구성(임기 : 3년)
- 법률 제16조 제3항 각호에 해당하는 자로 과학기술정보통신부 장관이 임명 또는 위촉

### 조정부
- 1인 또는 3인으로 구성되어 인터넷주소분쟁 사건에 대한 심의 및 결정

### 사무국
- 분쟁조정신청 사건 접수 및 사건진행 절차 진행
- 분쟁조정시스템 운영
- 분쟁조정결정문 자료 보관 및 공개
- 분쟁조정제도의 교육 및 홍보
- 분쟁조정제도의 조사/연구
- 국내/외 분쟁해결기관간의 협력체계 구축
- 기타 위원회의 활동에 필요한 업무

## 연혁
- 2011. 12. 22. 온라인 분쟁조정시스템 도입·운영
- 2010. 10. 8. 제3기 인터넷주소분쟁조정위원회 위원 위촉
- 2009. 5. 14. 전미중재원(NAF)과 도메인이름 분쟁해결에 관한 업무협력 양해각서(MoU) 체결
- 2008. 10. 8. 제2기 인터넷주소분쟁위원회 위원 위촉
- 2007. 6. 1.  아시아도메인이름분쟁조정센터(Asian Domain Name Dispute Resolution Centre) 서울사무소 유치 및 개소
- 2006. 2. 17. 약관에 의한 분쟁조정신청 접수개시
- 2005. 10. 8. 인터넷주소분쟁조정위원회 설립
- 2005. 1. 29.  인터넷주소자원에 관한 법률 제정
- 2004. 11.21.  제3차 국제세미나 개최 - 주제: "한국과 독일의 도메인이름분쟁 해결제도의 고찰"
- 2003. 1. 4. .KR 도메인이름 분쟁조정 업무 개시
- 2002. 12. 28. 도메인이름분쟁조정위원회 설립